# Karácsonyi történet
A Karácsonyi történet (eredeti cím: A Christmas Story) 1983-ban bemutatott amerikai–kanadai karácsonyi filmvígjáték, melyet Bob Clark írt és rendezett. A történet alapjául Jean Shepherd In God We Trust: All Others Pay Cash  című, 1966-ban megjelent novelláskötete szolgált. A főbb szerepekben Melinda Dillon, Darren McGavin és Peter Billingsley látható.
Az Amerikai Egyesült Államokban 1983. november 18-án mutatták be a mozikban.

## Cselekmény
A film Jean Shepherd humorista részben önéletrajzi ihletésű novelláskötetéből készült. 
A történet 1940-ben játszódik, főszereplője a kilencéves Ralphie Parker. Ralphie egy amerikai kisvárosban él szüleivel, valamint öccsével, a hatéves Randyvel. Közeledik a karácsony, Ralphie pedig az egyik bolt kirakatában meglát egy légpuskát, ami nagyon megtetszik neki, és eldönti, minden áron megszerzi azt. 
Az eseményeket a felnőtt Ralphie Parker narrálja (az eredeti angol verzióban az ő hangját maga a szerző adja).

## Szereplők
- Peter Billingsley – Ralphie Parker
- Jean Shepherd – felnőtt Ralphie (hangja) / sorban álló férfi
- Ian Petrella – Randy Parker
- Melinda Dillon – Mrs. Parker
- Darren McGavin – idős férfi
- Scott Schwartz – Flick
- R. D. Robb –  Schwartz
- Zack Ward – Scut Farkus
- Yano Anaya – Grover Dill
- Tedde Moore – Miss Shields
- Jeff Gillen – Santa Claus
- Patty Johnson – manók vezetője
- Drew Hocevar – manó
- Leslie Carlson – karácsonyfaárus

## Fogadtatás
A film 3,3 millió dolláros költségvetés mellett összesen 20,7 millió dollárnyi bevételt hozott. A kritika is jól fogadta, a Rotten Tomatoes oldalán a kritikusoktól 89%-ot kapott. A film az évek során klasszikussá nemesedett, az Amerikai Egyesült Államokban kultfilmnek számít.

## Kapcsolódó művek

### Egyéb feldolgozások
A film nem az első feldolgozása Shepherd művének, korábban ugyanis két televíziós film is készült: The Phantom of the Open Heart (1976) és The Great American Fourth of July and Other Disasters] (1982) címmel. Ezeket a filmeket Fred Barzyk és David Loxton, valamint Dick Bartlett rendezték, Ralphie szerepét pedig David Elliott és Matt Dillon alakította.  
Ezután még két televíziós feldolgozás készült: The Star - Crossed Romance of  Josephine Cosnowski (1985) és Ollie Hopnoodle's Haven of Bliss (1988). Ezekben Ralphie szerepét Peter Kowanko és Jerry O'Connell kapta meg. A két filmet Bazyk és Bartlett rendezte.
A 2000-es évek végén a Pasek and Paul énekesduó Joseph Robinette író műve alapján hozta tető alá a történet musical változatát, amelyet először 2009-ben mutattak be. A színdarab vegyes kritikai fogadtatásban részesült. A darabot több díjra is jelölték, köztük 2013-ban Tony-díjra legjobb musical kategóriában.
2017. december 17-én a Fox csatorna az Államokban  élőben közvetítette a musical tévés feldolgozását, A Christmas Story Live címmel. A főbb szerepeket Andy Walken (Ralphie Parker), Maya Rudolph (Mrs. Parker), Chris Diamantopoulos  (Mr. Parker) és Tyler Wladis (Randy Parker) játszotta. A történet mesélőjét, a felnőtt Ralphie Parkert ezúttal Matthew Broderick alakította (érdekesség, hogy az első két tévéfilmes feldolgozásban Mr. Parker, vagyis az Öreg Parker szerepét James Broderick, Matthew Broderick édesapja játszotta). A műsor javarészt negatív fogadtatásban részesült.

### Folytatások
A film első, nem hivatalos folytatása 1994-ben készült el, Családba nem üt a ménkő címen. Ezt a filmet szintén Bob Clark rendezte, főszereplői azonban már más színészek voltak. 2012-ben jelent meg a film hivatalos folytatása, Karácsonyi történet 2. címmel. 2022-ben készült egy újabb folytatás, mely magyarul Egy új karácsonyi történet címen jelent meg. Ezt a filmet Clay Kaytis rendezte, a főszerepet pedig ismét Peter Billingsley játszotta.